# 福克拉山

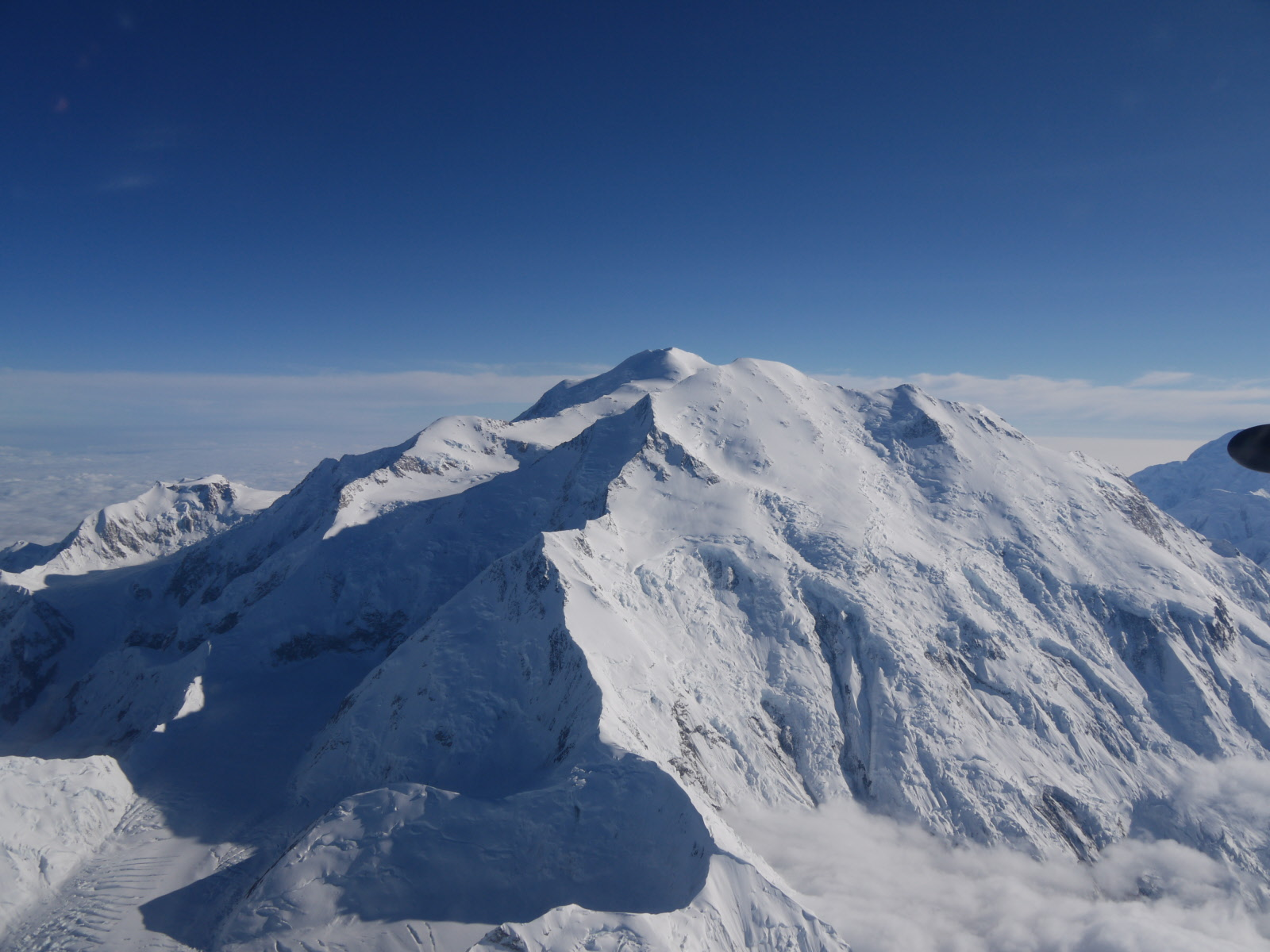

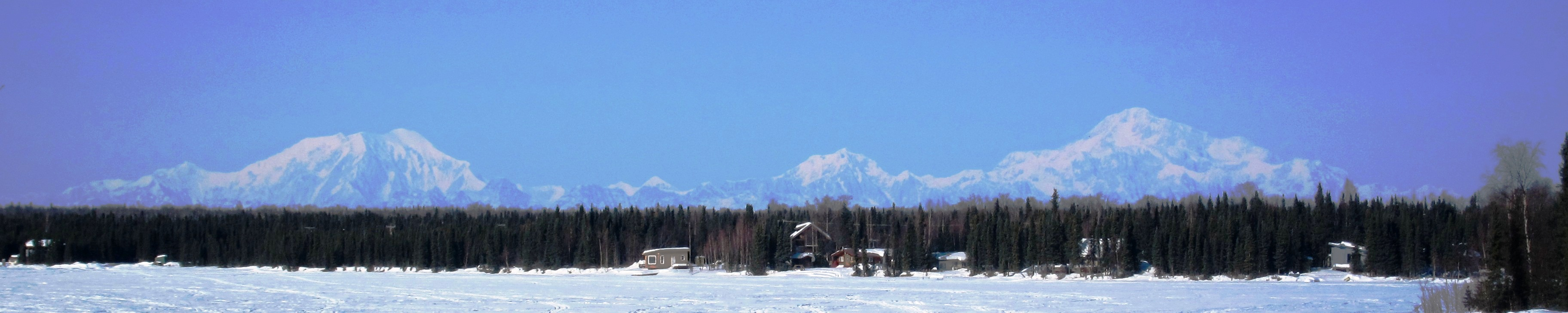

福克拉山是美國的山峰，由阿拉斯加州負責管轄，屬於阿拉斯加山脈的一部分，距離丹奈利峰23公里，海拔高度5,304米，是該國第四高山峰。

## 外部連結
- PhotoMountains: High resolution aerial photographs of Mount Foraker climbing routes （页面存档备份，存于）